# Miovecz Zoltán
Miovecz Zoltán (1967. szeptember 9. –) labdarúgó, középpályás.

## Pályafutása
Kaposfőről került Kaposvári Rákóczihoz 1985-ben. 1986-ban felkerült az NB II-es felnőtt csapatba.
A Kaposvár csapatában mutatkozott be az élvonalban 1987. augusztus 14-én a Rába ETO ellen, ahol csapata 2–1-re kikapott. A katonaideje alatt a Táncsics SE-ben szerepelt. 1989 és 1993 között az Újpest játékosa volt, ahol egy-egy bajnoki címet és magyar kupa-győzelmet szerzett a csapattal. Az 1993–94-es idény közben szerződött Vácra, ahol így a bajnokcsapat tagja lett. Utolsó élvonalbeli mérkőzésen a Sopron csapatát 2–0-ra győzte le csapata.

## Sikerei, díjai
- Magyar bajnokság
  - bajnok: 1989–90, 1993–94
- Magyar kupa
  - győztes: 1992
- Magyar szuperkupa
  - győztes: 1992